# Stefansson Bay
Die Stefansson Bay ist eine 16 km tiefe Bucht an der Küste des ostantarktischen Kemplands. Sie liegt zwischen der Law Promontory und der Insel Foldøya.
Der australische Polarforscher Douglas Mawson benannte im Zuge der British Australian and New Zealand Antarctic Research Expedition (BANZARE, 1929–1931) so eine Bucht westlich des Kap Wilkins, die er um den 18. Februar 1931 sichtete. Genauere Kartierungen der Bucht nahmen Wissenschaftler der britischen Discovery Investigations im Jahr 1936 und die Besatzung der Thorshavn bei der Lars-Christensen-Expedition 1936/37 vor. Namensgeber der von Mawson vorgenommenen Benennung ist der kanadische Polarforscher Vilhjálmur Stefánsson (1879–1962).